# 黒鳥文絵
黒鳥 文絵（くろとり ふみえ、1975年8月6日 - ）（現姓宇佐見）は、日本の元水泳選手で、元個人メドレー日本記録保持者。現在は教員の傍ら、指導者として後進を指導している。

## 経歴
千葉県船橋市出身。4歳の時、近くの金田ワールド船橋SCにて水泳を始め、中学1年の時からセントラルスポーツ研究所に移った。
個人メドレーを得意とし、千葉県内有数の進学校千葉県立薬園台高等学校入学直後の1991年8月、カナダ・エドモントンで行われたパンパシフィック水泳選手権の400メートル個人メドレーで、当時の日本記録を樹立。一気にバルセロナオリンピックの有力候補にのしあがるが、オリンピック選考1ヶ月前より調子を落とし、選考会でも不調。結局バルセロナオリンピック出場を逃すこととなった。元々本人はバルセロナオリンピックに出場後は、高校で競技生活を終え、教員の道を歩むつもりであったが、4年後の1996年アトランタオリンピック出場に賭け、競技生活を続行した。
1994年、早稲田大学教育学部に自己推薦で合格。1995年8月、ユニバーシアード福岡大会で、200/400個人メドレーで2冠を達成。以降も調子を落とすことなく、念願のアトランタオリンピック出場権を獲得、200メートル個人メドレーでは2分20秒58で予選落ち、400メートルではB決勝で4分47秒98を出し12位となった。その後、翌年のユニバーシアードシシリア大会で400メートル個人メドレー連覇を達成後、競技生活を引退。かねてからの夢であった教員の道を歩むこととなる。
現在、和洋国府台女子高等学校で社会科教諭の傍ら、水泳部コーチを務める。2005年国民体育大会夏季大会の千葉県水泳選手団でも女子チームのコーチを務めた。ごくたまにNHK等でも、水泳大会の解説として出演している。
2001年、現役時代に知り合った夫（宇佐見政勝）と結婚、2008年春第一子を出産した。
158cmと水泳選手としては小柄であった。